# Infamous Mobb
Infamous Mobb (auch IM3) ist eine US-amerikanische Rap-Gruppe aus Queensbridge, New York bestehend aus Ty Nitty, Twin Gambino aka Big Twins, Godfather Pt. III, Vinny Thunn, Eldorado Ed und Konyac.
Sie sind bekannt geworden durch mehrere Gastauftritte auf den Veröffentlichungen von Mobb Deep und The Alchemist.

## Diskografie

### Alben
- 2002: Special Edition
- 2004: Blood Thicker Than Water Vol. 1
- 2007: Reality Rap
- 2010: Ty Nitty - Nitty Filez 3
- 2011: Ty Nitty - My Loyal Life
- 2011: Godfather Part 3 - The Medicine Man
- 2012: Big Twins - The Infamous QB (Still Cooking)

### Mixtapes
- 2005: Big Twins – The Grimey One Vol. 1
- 2008: Prodigy, Big Twins, Un Pacino – Product of the 80’s
- 2009: Big Twins – The Project Kid

- 2005: G.O.D. Pt. III – God’s Advocate
- 2008: G.O.D. Pt. III, Shuteye & DJ Rated R – Creeperz Vol. 1
- 2008: G.O.D. Pt. III & Flame Killer (als Blaq Mobb) – QB to Southside

- 2006: Ty Nitty – Anthrax Music Vol. 1
- 2007: Ty Nitty – Untold Stories
- 2008: Ty Nitty – Tsunami